# Прелез
Прелез (болг. Прелез) — село в Болгарии. Находится в Разградской области, входит в общину Завет. Население составляет 760 человек.

## Политическая ситуация
В местном кметстве Прелез, в состав которого входит Прелез, должность кмета (старосты) исполняет Зелиха Юмер Руфад (Движение за права и свободы (ДПС)) по результатам выборов правления кметства.
Кмет (мэр) общины Завет — Ахтер Сюлейманов Велиев Движение за права и свободы (ДПС)) по результатам выборов в правление общины.